# Herbert Hinterleithner
Herbert Hinterleithner (* 25. November 1916 in Wien; † 12. Dezember 1942 in einem Feldlazarett bei Athen) war ein Dichter aus dem Kreis der katholischen Jugendbewegung Bund Neuland.

## Leben
Herbert Hinterleithner wurde als jüngstes von vier Kindern in Wien geboren. Die Eltern waren Josef Hinterleithner, Direktor der Theresianischen Akademie (Theresianum) in Wien und Professor an der Wiener Konsularakademie und Emilie Hinterleithner, geborene Estermann. Er absolvierte das Theresianum im Jahre 1934 und inskribierte auf der Universität Wien Germanistik, Geschichte und Philosophie. Im Dezember 1940 promovierte er ebendort mit einer Arbeit über Schau und Werk des Dichters Otto Wirz. Seine akademischen Lehrer waren unter anderen Josef Nadler, Richard von Kralik und Heinrich von Srbik. Bereits als Schüler fand er zum Bund Neuland, wo er führende Positionen einnahm. Ebenso früh begann er mit Lyrik, beeinflusst unter anderem von Rainer Maria Rilke und Anton Wildgans. Er gehörte der Neulandgilde der Künstler an. Eine enge Freundschaft verband ihn zeitweise mit Josef Weinheber bis zu dessen Hinwendung zum NS-Regime. Später gelangte er auch zur Malerei, insbesondere durch die enge Freundschaft mit dem Grazer Maler Rudolf Szyszkowitz, ebenfalls aus dem Bund Neuland, mit dem er auch auf dem Gebiet des Laienspiels intensiv zusammenarbeitete.
Ein kritischer Mentor seines lyrischen Schaffens war Ludwig Hänsel, Freund und Briefpartner Ludwig Wittgensteins, der das ungestüme jugendliche Talent Hinterleithners erkannte und zu lenken versuchte:
… Es reimt sich Ihnen nur allzu leicht alles – nach Ihrer Laune (Zuweilen reißt sie der Reim auch mit, der enge(re) Reim; aus der großen Kurve heraus …)
Hinterleithner fand in der Folge zu einer eigenen Sprache, die strenge Form (Terzinen) mit intensivem Erleben der Überlieferung, insbesondere der Antike und eigenem religiösen und persönlichsten Erleben verband.
Ludwig Hänsel in einem Brief an Hinterleithner: Das ändert nichts an der Richtigkeit Ihres Satzes: " Es ist gefährlich, Christ zu sein, denn erst als solcher hat man Anteil an den großen und schwermütigen Versuchungen des Teufels … Denn Ihr Satz hat sein Recht nur als Gegenstück zu dem anderen Satz, dass nur der Christ der wahrhaft vom Teufel Erlöste ist.
Über Werner Riemerschmid kam er zum Wiener Rundfunk. In der Tradition der Jugendbewegung führten ihn „Fahrten“ durch ganz Europa und weiter bis nach Ägypten. Ab 1940 musste er in einem Offizierslager, Oflag XVII A in Edelbach (niederösterreichisches Waldviertel) als Dolmetscher für Französisch Dienst versehen. Nach einer weiteren Dolmetschprüfung für Italienisch und Beförderung zum Sonderführer Z (im Leutnantsrang) gelang ihm eine Versetzung nach Athen zum Luftgaukommando. Hier verkehrte er wieder im Kreise von Schriftstellern und Künstlern wie Erhart Kästner, Klaus Vrieslander und Herbert List und Diplomaten, von denen nicht wenige Schüler seines Vaters in Wien gewesen waren. Im Dezember 1942 erkrankte er an Menigoencephalitis, der er in wenigen Tagen am 12. Dezember erlag. Er wurde auf dem Friedhof Neo Kokkinia, halben Weges von Athen nach Eleusis, begraben.
Seine Mutter erhielt zusammen mit der Todesnachricht einen Brief von Katharina Kippenberg, in dem sie ihn als neuen Autor des Insel Verlages begrüßte. Kriegsbedingt war eine Publikation nicht mehr möglich, sie gelang erst 1947 mit dem schmalen Band Südliche Terzinen. Der Großteil seines Werkes liegt lediglich im Nachlass (bei Heinrich Kolbabek) vor.

## Werke
- Südliche Terzinen, Verlag Karl Alber, München 1947
- Welt die wir lieben, Gedichte, Eduard Wancura Verlag, Wien 1962

### Prosa
- Die Nacht auf der Cheopspyramide, 1939, mit Rundfunksendung
- Novelle, Dezember 1942

### Im Nachlass
Weitgehend unpublizierte Gedichtzyklen:
- Frühling
- Abend, 1934, einzelnes Gedicht, vertont 1934 von Erhard Schindler
- Dunkler Spiegel, 1940
- Zerstreuung
- Die Träume alle
- Sommer
- Sommerstrom, 1939
- Herbst
- Winter
- Wien ( Dialektgedichte )